# Arqueotipoteri
Els arqueotipoteris (Archaeotypotherium) són un gènere extint de mamífers notoungulats de la família dels arqueohiràcids que visqueren a Sud-amèrica durant l'Oligocè inferior, fa entre 28,4 i 33,9 milions d'anys. Se n'han trobat restes fòssils a les províncies argentines de Chubut i Mendoza i la regió xilena d'O'Higgins. Es diferencia dels altres membres de la seva família per un seguit de caràcters dentals. El nom genèric Archaeotypotherium significa ‘Typotherium antic’.